# Fenniarail
Fenniarail Oy ist ein 2009 gegründetes privates finnisches Eisenbahnverkehrsunternehmen. Die Gründung und der Betrieb des Unternehmens basieren auf der Öffnung des Güterverkehrs für den Wettbewerb in Finnland. Fenniarail hat seine aktive Tätigkeit 2016 aufgenommen und betätigt sich im inländischen Güterverkehr.
Fenniarail hat seinen Hauptsitz in Itä-Pasila. Bis Oktober 2014 war der Name des Unternehmens Proxion Train.
Am 26. Juli 2016 fuhr die Gesellschaft den ersten Güterzug von Kemijärvi zum Hafen in Kotka.

## Geschichte
Der finnische Schienengüterverkehr wurde 2007 für den Wettbewerb geöffnet, während der Reisezugverkehr noch bis 2024 in den Händen der staatlichen VR-Yhtymä bleibt. Die daraufhin gegründete Gesellschaft Proxion Train Oy beantragte bei der Wettbewerbs- und Verbraucheragentur (finnisch Kilpailu- ja kuluttajavirasto) eine Lizenz. Dabei sollte geklärt werden, ob VR-Wettbewerber Lokomotiven und Lokführer von VR mieten könnten oder eigene Lokomotiven zu stellen hätten. Die Lizenz wurde der Nachfolgegesellschaft Fenniarail vom Verkehrsministerium (finnisch Liikenne- ja viestintäministeriö) am 26. März 2015 erteilt.

## Wettbewerbsfähigkeit
Fenniarail plant den direkten Zugang zur Bergbau-, Forst- und Metallindustrie und will Güterzüge von Fabriken zu Häfen befördern. Fenniarail strebt für einen Zeitraum von fünf Jahren einen Marktanteil von 10 % an und benötigt dafür 15 bis 20 Lokomotiven. Die Kostenstruktur des Unternehmens unterscheidet sich von derjenigen des staatlichen Wettbewerbers, was ein schnelles Wachstum ermöglicht. Die Diesellokomotiven des Unternehmens sind die zugkräftigsten Lokomotiven der finnischen Eisenbahn.
Im Jahr 2020 stieg der Umsatz von Fenniarail auf fast 7 Millionen Euro, und das Betriebsergebnis des Unternehmens war positiv.

## Verkehr
Seit dem Spätsommer 2016 fuhr Fenniarail bis zur Fertigstellung der Elektrifizierung am 15. Dezember 2016 Züge mit Diesellokomotiven vom neuen Güterbahnhof Patokangas nach Kemijärvi. Zudem fährt Fenniarail direkte Güterzüge von Patokangas zum Hafen in Kotka-Mussalo.
Im Mai 2017 gaben Fenniarail und UPM einen langfristigen Transportvertrag für Rohholz bekannt.

## Triebfahrzeuge

### Fenniarail Dr18

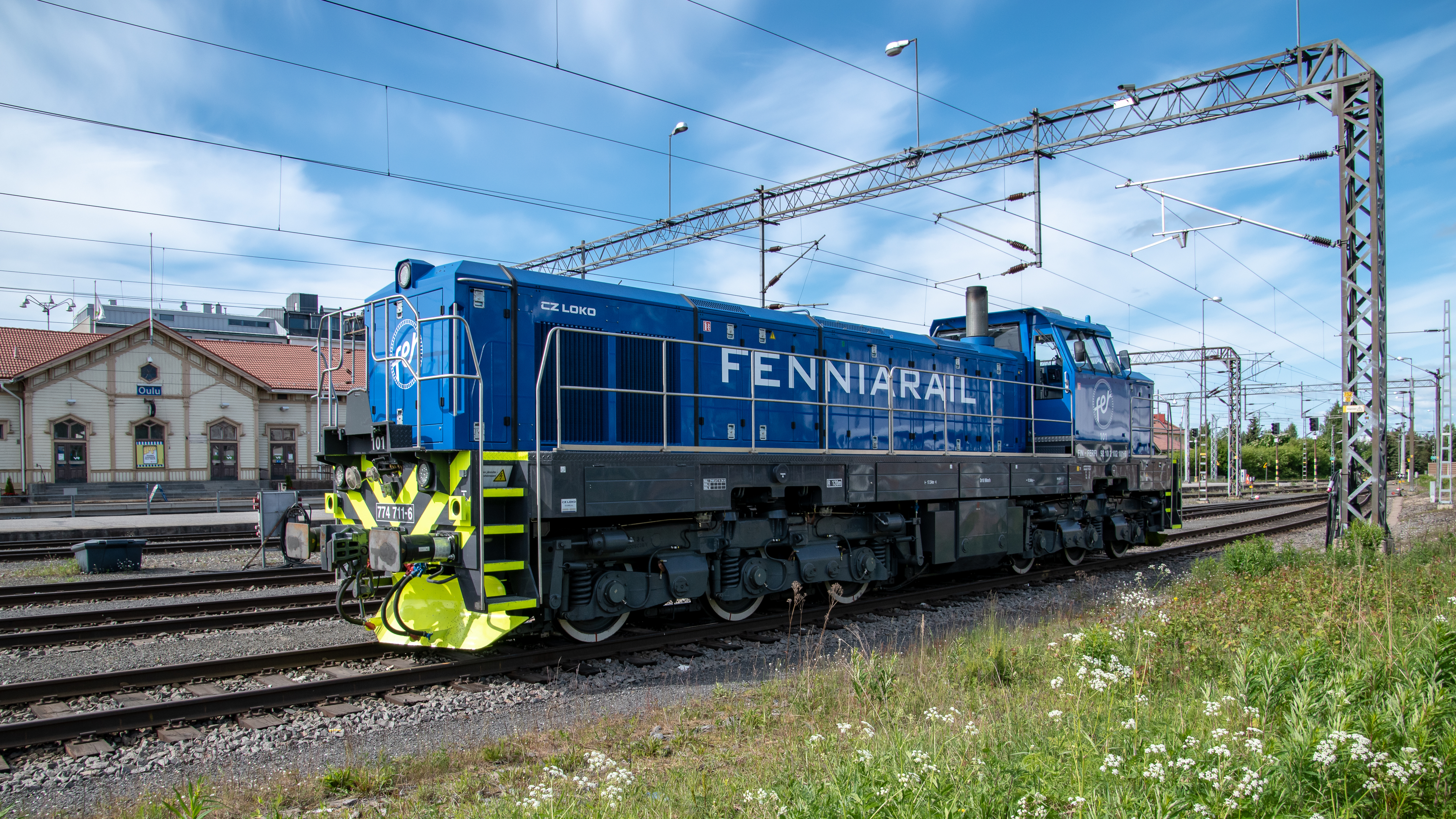
Dr18 101 in Oulu

Fenniarail hat 2015 bei der tschechischen Firma CZ LOKO drei modernisierte Diesellokomotiven bestellt. Als Spenderlokomotiven dienten polnische Lokomotiven des Typs S200 aus Industriebahnbeständen, die nach dem Umbau als CZ LOKO-Type 774.7F bezeichnet wurden. In Finnland haben sie die Baureihenbezeichnung Dr18 erhalten. Die blauen Lokomotiven Dr18 101–103 mit einer Höchstgeschwindigkeit von 90 km/h haben die EVN „92 10 2102 10X-Y FIN-FERFI“ und wurden bis November im gleichen Jahr ausgeliefert.
Die in der letzten Septemberwoche 2015 gelieferte erste Lokomotive wurde ab diesem Zeitraum getestet. Nach Abschluss der Probefahrten hat Fenniarail zwei weitere Lokomotiven bestellt, die als Dr18 104–105 im Herbst 2017 abgeliefert wurden. Die sechste und letzte Lokomotive Dr18 wurde in Finnland im Jahr 2020 ausgeliefert. Die Lokomotiven sind in Kotka beheimatet, wo Fenniarail im Betriebswerk der VR zwei Schuppenstände angemietet hat.

### Fenniarail Sr3
Am 18. September 2023 erhielt Fenniarail mit der Sr3 201 (91 10 3103 201-2) seine erste Elektrolokomotive. Sie entspricht in den technischen Details den Sr3 von VR-Yhtymä. Probefahrten erfolgten ab dem 3. Oktober 2023. Die Gesellschaft hat eine Option zum Kauf von vier weiteren Lokomotiven. Seit dem 1. November 2023 ist sie im Güterverkehr eingesetzt, der erste Zug war T 7111 von Kouvola nach Kuusankoski. Ab dem 10. Dezember 2023 fährt die Lokomotive Holzzüge ab dem Güterbahnhof Kemijärvi/Patokangas. Die Ablieferung der Sr3 202 und 203 soll im Dezember 2025 erfolgen.

## Verbindung zwischen Finnland und Russland
Der grenzüberschreitende Transport zwischen Finnland und Russland wurde am 22. Dezember 2016 für den Wettbewerb geöffnet. Dies bedeutet, dass Züge von oder nach Russland in Finnland von jedem Eisenbahnunternehmen mit einer Betriebserlaubnis in einem EU-Land befördert werden können. Früher lagen diese Transporte exklusiv bei den Finnischen Staatsbahnen.
Anfang April 2017 hat Fenniarail erste Wagen von der Grenzstation Vainikkala nach Kotka gefahren. Der Schienenverkehr über die russische Grenze nach Finnland oder umgekehrt erfordert die Kompatibilität der Ausrüstung und die Erfüllung administrativer Kriterien. So müssen die finnischen Behörden jeden Wagen einzeln bei jeder Einreise nach Finnland genehmigen. Die Lokomotiven von Fenniarail wurden mit Kupplung und Bremssystem für die russischen Wagen ausgerüstet.